# Osamu Tezuka
Osamu Tezuka (手塚 治虫 Tezuka Osamu; født 3. november 1928, død 9. februar 1989) var en japansk mangategner og animeinstruktør som blandt andet var manden bag animeserien Astro Boy.
Hans banebrydende teknikker og nytænkning gav ham titler som "Mangaens far" og "Mangaguden". Den karakteristiske stil med store øjne hos karaktererne i anime blev opfundet af Tezuka, som var inspireret af vestlige serier fra den tid, som for eksempel Betty Boop af Max Fleischer og Mickey Mouse af Walt Disney.
Han var oprindeligt uddannet fysiker, men gav i stedet hele sit liv til produktionen af en enorm mængde manga, hovedparten har aldrig været oversat fra det oprindelige japanske sprog og er derfor utilgængeligt for et vestligt publikum. "The complete works of Tezuka Osamu" (udgivet i Japan) bestod af 400 album, på til sammen over 80.000 sider. Han begyndte sin karriere som mangaskaber da han var på universitetet. Han havde doktorgrad i medicin. Hans viden om videnskab og medicin har bidraget til at berige hans science fiction-orienterede manga, specielt Blackjack-seriene.
Berømte værker inkluderer Astro Boy, Blackjack, Princess Knight, og Kimba the White Lion (som Walt Disney Companys Løvernes Konge antagelig var baseret på). Hans "livsværk" var en serie ved navn Hinotori – en historie om livet og døden. 
Han ledte animationsstudiet Mushi Pro (Insekt Produktion).
Det er en kendt sag, at flere mangategnerne som senere blev berømte en gang boede i Tezukas lejlighed, Tokiwa-so (Endelsen so betyder en lille, rimelig lejlighed). Blandt andet Shotaro Ishimori, Fujio Akatsuka, og Fujiko Fujio.

## Eksterne links
- Officiel side Arkiveret 30. december 2003 hos  Wayback Machine (på japansk og engelsk)

- Wikimedia Commons har flere filer relateret til Osamu Tezuka
- Osamu Tezuka på Internet Movie Database (engelsk)
- Osamu Tezuka på Svensk Filmdatabas (svensk)
- Osamu Tezuka på AlloCiné (fransk)
- Osamu Tezuka på AllMovie (engelsk)
- Osamu Tezuka på Rotten Tomatoes (engelsk)
- Osamu Tezuka på TV Guide (engelsk)
- Osamu Tezuka på The Movie Database (engelsk)
- Osamu Tezuka på MobyGames (engelsk)

|  | Artiklen om Osamu Tezuka kan blive bedre, hvis der indsættes et (bedre) billede Du kan hjælpe ved at afsøge Wikimedia Commons for et passende billede eller uploade et godt billede til Wikimedia Commons iht. de tilladte licenser og indsætte det i artiklen. |

1. ↑  Navnet er anført på svensk og stammer fra Wikidata hvor navnet endnu ikke findes på dansk.